# Diocesi di Germania di Dacia
La diocesi di Germania di Dacia (in latino: Dioecesis Germaniensis in Dacia) è una sede soppressa e sede titolare della Chiesa cattolica.

## Storia
Germania di Dacia, identificabile con Sapareva banja, è un'antica sede vescovile della provincia romana della Dacia Mediterranea nella diocesi civile di Dacia, suffraganea dell'arcidiocesi di Sardica. Nessun vescovo è conosciuto di questa sede.
Dal 1933 Germania di Dacia è annoverata tra le sedi vescovili titolari della Chiesa cattolica; dal 26 aprile 2019 il vescovo titolare è Christian Würtz, vescovo ausiliare di Friburgo in Brisgovia.

## Cronotassi dei vescovi titolari
- Octavio Betancourt Arango † (23 novembre 1970 - 10 novembre 1975 nominato vescovo di Garzón)
- Dante Carlos Sandrelli † (2 gennaio 1976 - 31 marzo 1978 nominato vescovo di Formosa)
- Christian Würtz, dal 26 aprile 2019